# Pasir Talang Barat
Pasir Talang Barat is een bestuurslaag in het regentschap Solok Selatan van de provincie West-Sumatra, Indonesië. Pasir Talang Barat telt 2451 inwoners (volkstelling 2010).